# Finding Neverland
Finding Neverland (conocida en español como Descubriendo Nunca Jamás o Descubriendo el país de Nunca Jamás) es una película dramática estadounidense de 2004, dirigida por Marc Forster. Cuenta la experiencia de J. M. Barrie escribiendo el clásico infantil Peter Pan.

## Argumento
Sir James Matthew Barrie es un escritor de obras de teatro. Cuando sus obras ya no reciben buenas críticas decide escribir una nueva historia. Mientras está en el parque conoce a Sylvia Llewelyn Davies y a sus hijos, Peter, Jack, George y Michael. Peter es el único de los cuatro al que parece no agradarle James. Barrie crea una gran amistad con la familia, pero no es bien vista por su esposa Mary ni por la madre de Sylvia.
El escritor y la familia pasan un magnífico verano juntos en el cual los chicos y él mismo aprenden muchas cosas juntos. Especialmente Peter, con quien J.M. Barrie crea un gran lazo de amistad, inseparable. Una vez, en el campo, de paseo, Sylvia comienza a toser descontroladamente y se descubre que tiene un problema pulmonar, pero decide no someterse a medicaciones ni tratamientos, aunque eso la hace empeorar.
La esposa de James se cansa de tener que compartir su marido con otra familia y decide dejarlo. Sylvia empeora rápidamente, llegando a un punto en el cual ya no hay muchas esperanzas.
Barrie escribe una extraordinaria obra inspirada en sus experiencias junto a la familia de Sylvia, siendo Peter el protagonista de la historia. La obra es todo un éxito, cautivando al público con la fantasía y originales personajes.
La salud de Sylvia no muestra ningún cambio. La noche del estreno el señor Barrie va a buscarla, a pedirle que deje de fingir que no pasa nada. Pero ella le da a entender que su hora está llegando y es irremediable. Así es como un día George le pide a su madre que baje al living y allí se encuentra con la mismísima obra, en la casa. Al final, un telón se desprende de la pared de la casa y detrás de él se encuentra Nunca Jamás. Sylvia entra allí y ahí es donde muere, dibujando esa muerte tras una estadía eterna en Nunca Jamás. James y la señora Llewelyn Davis comparten la tutela de los niños de Sylvia.

## Reparto
| - Johnny Depp como J. M. Barrie - Kate Winslet como Sylvia Llewelyn Davies. - Dustin Hoffman como Charles Frohman. - Julie Christie como Emma du Maurier. - Radha Mitchell como Mary Ansell Barrie. - Freddie Highmore como Peter Llewelyn Davies. - Nick Roud como George Llewelyn Davies. - Joe Prospero como Jack Llewelyn Davies. - Luke Spill como Michael Llewelyn Davies. - Ian Hart como Arthur Conan Doyle. - Oliver Fox como Gilbert Cannan. - Mackenzie Crook como Mr. Jaspers | - Kelly Macdonald como Peter Pan. - Angus Barnett como Nana/Mr. Reilly - Toby Jones como Smee. - Kate Maberly como Wendy Darling. - Matt Green como John Darling. - Catrin Rhys como Michael Darling. - Tim Potter como Capitán Garfio/George Darling. - Jane Booker como Mary Darling. - Eileen Essell como Mrs. Snow - Jimmy Gardner como Mr. Snow - Paul Whitehouse como Administrador del teatro. |

## Recepción
Finding Neverland obtuvo una respuesta positiva por parte de la crítica cinematográfica. La película posee un 83% de comentarios "frescos" en el sitio web Rotten Tomatoes, basado en un total de 201 críticas, y una puntuación de 67/100 en Metacritic.

## Diferencias
Las diferencias entre historia real y la película son:
- Había cinco niños en vez de cuatro.
- El esposo de Sylvia aún estaba vivo cuando Barrie conoce a la familia.
- Sylvia muere seis años después de que la obra es estrenada.

## Premios y nominaciones

### Premios Óscar 2004
| Categoría                 | Persona            | Resultado |
| ------------------------- | ------------------ | --------- |
| Mejor película            | Mejor película     | Candidata |
| Mejor guion adaptado      | David Magee        | Candidato |
| Mejor actor               | Johnny Depp        | Candidato |
| Mejor banda sonora        | Jan A.P. Kaczmarek | Ganador   |
| Mejor diseño de vestuario | Alexandra Byrne    | Candidata |
| Mejor dirección de arte   | Gemma Jackson      | Candidata |
| Mejor montaje             | Matt Chesse        | Candidata |

### Premios BAFTA
| Categoría                     | Persona            | Resultado |
| ----------------------------- | ------------------ | --------- |
| Mejor película                | Mejor película     | Candidata |
| Mejor actor                   | Johnny Depp        | Candidato |
| Mejor actriz                  | Kate Winslet       | Candidata |
| Mejor director                | Marc Foster        | Candidato |
| Mejor actriz de reparto       | Julie Christie     | Candidata |
| Mejor cinematografía          | Roberto Schaefer   | Candidato |
| Mejor música                  | Jan A.P. Kaczmarek | Candidato |
| Mejor diseño de producción    | Gemma Jackson      | Candidata |
| Mejor diseño de vestuario     | Alexandra Byrne    | Candidata |
| Mejor maquillaje y peluquería | Christine Blundell | Candidata |
| Mejor guion adaptado          | David Magee        | Candidato |

### Globos de Oro
| Categoría                   | Persona                | Resultado |
| --------------------------- | ---------------------- | --------- |
| Mejor película - Drama      | Mejor película - Drama | Candidata |
| Mejor director              | Marc Forster           | Candidata |
| Mejor actor - Drama         | Johnny Depp            | Candidato |
| Mejor guion                 | David Magee            | Candidato |
| Mejor banda sonora original | Jan A.P. Kaczmarek     | Candidato |